# Tanacetipathes hirta
Tanacetipathes hirta är en korallart som först beskrevs av Gray 1857.  Tanacetipathes hirta ingår i släktet Tanacetipathes och familjen Myriopathidae. Inga underarter finns listade i Catalogue of Life.